# 16265 Лемей
16265 Лемей (16265 Lemay) — астероїд головного поясу, відкритий 7 травня 2000 року.
Тіссеранів параметр щодо Юпітера — 3,193.